# Faramea cardiophylla
Faramea cardiophylla är en måreväxtart som beskrevs av Paul Carpenter Standley. Faramea cardiophylla ingår i släktet Faramea och familjen måreväxter. Inga underarter finns listade i Catalogue of Life.